# Iamdudum cernimus
Iamdudum cernimus ist eine Allokution von Papst Pius IX., die am 18. März 1861 veröffentlicht wurde.
Dabei handelt es sich um eine Ansprache des Papstes vor dem Kardinalskollegium zu wichtigen Fragen der Kirche. Allokutionen werden, ebenso wie Päpstliche Enzykliken nach ihren ersten Worten benannt. Die Allokution beginnt mit dem Satz:

„Iamdudum cernimus, Venerabiles Fratres, quo misero sane conflictu ob invicem pugnantia inter veritatem et errorem, inter virtutem et vitium, inter lucem et tenebras principia, hac miserrima nostra praesertim aetate civilis exagitetur societas.“

„Schon lange sehen wir, Verehrte Brüder, durch welchen heftigen Kampf zwischen den konkurrierenden Prinzipien Wahrheit und Irrtum, Tugend und Laster, Licht und Finsternis, die Zivilgesellschaft, besonders in unserer unglücklichen Zeit, beunruhigt wird.“

## Hintergrund
Die Allokution dient als Grundlage für die Verurteilung der 80. These des Syllabus errorum, nämlich die angeblich notwendige Versöhnung des Papstes mit dem damals aufkommenden Liberalismus und Nationalismus sowie den damit verbundenen gesellschaftlichen Strömungen, besonders in Italien.
Pius IX. geißelt in dieser Allokution vor allem das Risorgimento, das einen italienischen Nationalstaat anstrebte. Diese Bewegung bedrohte damit auch die weltliche Herrschaft des Papstes über den Kirchenstaat. Nach dem Sardinischen Krieg 1859 war Frankreich unter Napoléon III., der sich als Beschützer des Katholizismus sah, lediglich bereit gewesen, der Region Latium um Rom herum militärischen Schutz zu garantieren. Daraufhin verlor der Kirchenstaat einen großen Teil seines Territoriums, nämlich Umbrien und die Marken. Diese Gebiete wurden dem Königreich Sardinien, dem Vorläufer des Königreichs Italien, zugeschlagen. Im Jahr 1860 besetzte Giuseppe Garibaldi das Königreich beider Sizilien, das bald danach aufgelöst und dem Königreich Italien angeschlossen wurde. Garibaldis erklärtes Ziel war es, den Kirchenstaat anzugreifen und Rom zur Hauptstadt des italienischen Königreichs zu machen.
Unter diesem Eindruck wurde die Allokution Iamdudum cernimus an das Kardinalskollegium gehalten. Pius IX. verurteilte darin nicht nur die geistigen Strömungen seiner Zeit, sondern auch die politischen Bestrebungen, die Macht des Papstes weiter zu verringern.

## Direktiven
Jene, die sich an Ansichten, die für eine moderne Zivilisation üblich sind, angepasst haben, so Pius IX., rufen den Papst zur Versöhnung mit dem Progress, dem Liberalismus und der neueren Politik auf, während die anderen, welche die Gesetze der Gerechtigkeit der heiligsten Religion verteidigen, gebührlich (vero merito) um das Aufrechterhalten der unbeweglichen und unantastbaren Prinzipien der ewigen Gerechtigkeit flehen. Dieser Abgrenzung seien sich die Unterstützer der heutigen Zivilisation kaum bewusst, weil sie sich für wahre und aufrichtige Freunde der Religion hielten. Der Papst würde ihnen glauben wollen, wenn nicht unglückliche Taten, die heutzutage vor aller Augen begangen würden, das Entgegengesetzte zeigten. Er frage, ob diese Taten den Diener Christi dazu bewegen könnten, sich ohne schwerstes Vergehen gegen das Gewissen und größte Schande der heutigen Zivilisation anzuschließen, durch deren Wirken so viele zu beweinende Übel wie nie zuvor erschienen seien (auf Latein: „cuius opera tot nunquam satis deploranda eveniunt mala“) und so viele abscheuliche Meinungen und Fehler veröffentlicht würden, die der katholischen Religion und ihren Doktrinen zuwiderhandelten. Unter diesen Taten hebt der Papst besonders die von ihm verurteilte Abschaffung des Königreichs beider Sizilien im Jahr 1860 hervor, wodurch Konventionen zwischen dem Heiligen Stuhl und den königlichen Prinzipien zugrunde gegangen seien.
Die heutige moderne Zivilisation billige, so der Papst, nichtkatholische Kulte, widersetze sich kaum der Bekleidung von Staatsämtern durch Ungläubige, schließe gleichzeitig katholische Schulen und erzürnt sich über hohe Geistliche, die dann im Exil oder in Fesseln ihr ärmliches Dasein fristen müssten. Aber auch die dem Heiligen Stuhl getreuen Laien würden nicht verschont. Während diese Zivilisation nichtkatholische Institutionen und Personen reichlich finanziere (auf Latein: „acatholicis institutis ac personis subsidia largitur“), beraube sie die katholische Kirche ihrer gerechten Eigentümer (auf Latein: „catholicam Ecclesiam iustissimis suis possessionibus spoliat“). Obwohl der Heilige Stuhl Unterstützer der wahren Zivilisation gewesen sei, habe sich die Zivilisation von der Menschlichkeit und den Sitten, der Disziplin und der Weisheit entfernt. Und wenn man mit dem Begriff Zivilisation die Schwächung und möglicherweise die Zerstörung der Kirche Christi anstrebe, könne der Papst und der Heilige Stuhl sich nie an solch eine Zivilisation annähern. Dabei beruft sich Pius IX. auf den 2. Brief des Paulus an die Korinther VI, 15: Quae autem conventio Christi ad Belial?
Kein Abkommen sei möglich, wodurch der heiligste Glaube geschwächt und Italien der Gefahr ausgesetzt werde, seinen größten Glanz und Ruhm zu verlieren, die 19 Jahrhunderte lang um das Zentrum der katholischen Wahrheit kreisten. Man habe sich der zügellosen Freiheit durch die harmlose Freigebigkeit des Papstes bemächtigt und habe die Säle, wo die Abgeordneten und Minister tagten, mit Blut bespritzt. Die Abtrennung so genannter nationaler Kirchen bezeichnet Pius IX. als Zerreißung der Kleidung Christi (auf Latein: „Christi vestem lacerare contendunt“) und den gleichzeitigen Aufruf zum Umgang mit der heutigen Zivilisation als Heuchelei, durch die sie den Papst mit Italien versöhnen wollten.
Zum Schluss ruft Pius IX. die Prälaten zum Gebet auf, damit die Unterstützer der heutigen Zivilisation sich fassen und zu sich kommen könnten, damit sie seinen Segen verdienten. Sobald sie zu sich gekommen seien, werde er bereit sein, ihnen zu vergeben und sie zu segnen. Es werde jedoch inzwischen unmöglich sein, sich nicht aufzuregen und die von ihnen heraufbeschworenen Übel und Schäden nicht zu bedenken.
Pius IX. bittet Gott, den Geist jener zu erleuchten, damit sie ihr furchtbares Verbrechen bereuen und sich an die Brust schlagend umkehren würden. (Auf Latein: „qui horrendi facinoris poenitentes revertebantur percutientes pectora sua“).

## Nachwirkungen
Als 1870 nach dem Beginn des Deutsch-Französischen Krieges die französischen Truppen aus Rom abgezogen worden waren, nahmen italienische Truppen die Stadt ein und lösten den Kirchenstaat auf. Papst Pius IX. richtete seinen Protest in der Enzyklika Ubi nos vom 15. Mai 1871 an das gesamte Kirchenvolk. Er lehnte es, wie schon in der Allokution Iamdudum cernimus angekündigt, weiterhin strikt ab, mit dem neuen italienischen Staat einen Vertrag abzuschließen. In diesem Vertrag waren ihm Entschädigungszahlungen angeboten worden. Er nannte die neuen Machthaber Usurpatoren und exkommunizierte sie. Der Streit um die Römische Frage, ein 60 Jahre lang währender Konflikt um den Status der Stadt Rom, begann.